# NGC 5914
NGC 5914 (również PGC 54654) – galaktyka spiralna (Sb), znajdująca się w gwiazdozbiorze Wolarza. Odkrył ją Édouard Jean-Marie Stephan 16 maja 1882 roku.